# Dorysthenes florentinii
Dorysthenes florentinii är en skalbaggsart som först beskrevs av Leon Fairmaire 1895.  Dorysthenes florentinii ingår i släktet Dorysthenes och familjen långhorningar. Inga underarter finns listade i Catalogue of Life.